# Bączal Górny
Bączal Górny – wieś w Polsce, położona w województwie podkarpackim, w powiecie jasielskim, w gminie Skołyszyn. Leży 3 km na północ od krajowej 28 Gorlice – Biecz – Jasło oraz 7 km na południe od krajowej 73 Tarnów – Pilzno – Jasło. Przynależy do parafii św. Mikołaja i Imienia Maryi w Bączalu Dolnym.
W latach 1975–1998 miejscowość administracyjnie należała do województwa krośnieńskiego.
Powierzchnia wsi wynosi 501,4 ha.
Przez miejscowość przebiegają pięć znakowanych szlaków turystycznych: Karpacki Szlak Wina, Podkarpacki Szlak Winnic, projekt ATLAS, szlak konny „Karpackie Podkowy”, a od 2014 także Jasielski Szlak Winny z przystankiem w ponad 2-hektarowej winnicy „Dwie Granice”.

## Położenie geograficzne i warunki przyrodnicze

### Flora i fauna
Bączal Górny leży w mikroregionie góry Liwocz na południowo-wschodnich krańcach Pogórza Ciężkowickiego. Na obszarze wsi znajdują się mokradła porośnięte trzciną oraz na wiosnę (w okresie od maja do czerwca) kaczeńcami. Rosną tutaj też inne rośliny objęte ochroną np.: podkolan biały – ścisła ochrona gatunkowa, stoplamek szerokolistny, stoplamek plamisty, który jest narażony na wyginięcie (kategoria zagrożenia V), kruszczyk szerokolistny, kruszczyk błotny – kategoria zagrożenie V w Polskiej Czerwonej Księdze Roślin, arcydzięgiel litwor – gatunek narażony na wyginięcie, pierwiosnek lekarski, pierwiosnek wyniosły. Przy granicy z Bączalem Dolnym rośnie cebulica dwulistna – roślina objęta ścisłą ochroną gatunkową, w 1993 roku wpisana na Polską Czerwoną Listę Roślin Zagrożonych Wyginięciem. Teren zasiedlony przez bobry, jenoty, sarny i inne dzikie zwierzęta oraz wiele gatunków ptaków, w tym bocian biały, czajka zwyczajna, derkacz, wilga.

### Warunki meteorologiczne
Średnia roczna temperatura wynosi ok. +6 do +8 °C, w zimie średnio –4 °C w styczniu, w lecie +19 °C° w lipcu. Średnia opadów waha się w przedziale od 750 do 800 mm rocznie. Grubość pokrywy śnieżnej to 60–90 cm – zalega ona średnio w ciągu roku od 60 do 80 dni. Liczba dni z zachmurzeniem wynosi średnio w ciągu roku 133, zaś liczba dni z przymrozkami to ok. 119. Pierwsze przymrozki występują ok. 20 września, a ostatnie ok. 6 maja, choć zdarzają się i pod koniec tego miesiąca. Wiosna przychodzi wcześnie i jest dość ciepła, lato z reguły jest upalne, jesień zaś szybko przynosi chłody i mgły.
Przez wieś przepływa potok Młynówka, mająca swoje źródła u podnóża góry Jodłowiec, nad którą w 2007 roku utworzony został obszar rezerwatu NATURA 2000 o nazwie „Łąki nad Młynówką”.

### Granice obrębu
Miejscowość zlokalizowana jest 12 km na wschód od Biecza, założonego w 1257 roku – jednego z najstarszych i najbardziej atrakcyjnych turystycznie małych miast w Polsce.
Miejscowość graniczy z następującymi jednostkami sołeckimi:
- Bączal Dolny,
- Jabłonica,
- Lipnica Dolna (gmina Brzyska),
- Lipnica Górna,
- Lisów,
- Skołyszyn,

## Integralne części wsi
| SIMC    | Nazwa     | Rodzaj    |
| ------- | --------- | --------- |
| 0359936 | Dudkowice | część wsi |
| 0359942 | Podlas    | część wsi |
| 0359959 | Serwoniec | część wsi |

Ponadto zwyczajowe nazwy topograficzne sołectwa Bączal Górny: Centrum, do Słońca, Nowiny, Wymiarki, Wieś

## Administracja
Władze wykonawczą miejscowości tworzą: radny Rady Gminy Skołyszyn Janusz Łyszczarz (od 21 października 2018), który piastuje również funkcję sołtysa (od 31 marca 2022).
Radni rady sołeckiej wybrani 26 marca 2019, którzy swoją funkcję pełnią w latach 2019-2024, są nimi:
- Bienias Andrzej,
- Bienias Tomasz,
- Kmiecik Tomasz,
- Kołodziej Marek,
- Rutana Tomasz,
- Wierzgacz Henryk.

## Historia
Nazwa Bączal nie jest do końca wyjaśniona, ale pochodzi zapewne od nazwiska (imienia) Bączał lub od potoku przepływającego przez miejscowość. Bączal Górny lokowano na prawie magdeburskim prawdopodobnie w latach 1370–1378 najpewniej przez króla Kazimierza Wielkiego. W okresie średniowiecza wieś była własnością królewską, a później przeszła w ręce szlacheckie, przy czym należała m.in. do rodu Bączalskich mających tutaj swoje gniazdo, a następnie Łętowskich i Kłosińskich.
Bączal Górny od samego początku wchodził w skład parafii z siedzibą w Bączalu Dolnym, która została erygowana najpewniej w 1348 roku. Od końca XVIII wieku do około połowy wieku XIX był siedzibą owej parafii.
W XVII w. miejscowość ta nosiła nazwę Bączal Wyższy, sąsiedni zaś zwał się Bączalem Niższym. Obie miejscowości należały do rodów rycerskich. Własność Opactwa Tynieckiego nazywano Bączalem Opata, obecnie wieś o nazwie Opacie. Przez wioskę przechodził front bitwy pod Gorlicami z maja 1915 roku, czego świadectwem są licznie rozsiane po okolicznych miejscowościach cmentarze wojenne. Podczas II wojny światowej i w latach PRL w miejscowych lasach działał czynnie Ruch Oporu i Armia Krajowa. Jesienią 1943 roku na terenie Bączala Górnego rozegrała się jedna z ważniejszych akcji zbrojnych podziemia z terenu gminy Skołyszyn, polegająca na zniszczeniu przez grupy wypadowe Gwardii Ludowej zlewni kontyngentowego mleka, której rezultatem była dezorganizacja jego poboru dla okupanta hitlerowskiego. Od 1 maja 1944 roku działała założona podczas zebrania w tutejszym lesie konspiracyjna Gminna Rada Narodowa, a 8 września 1944 powstała tutaj konspiracyjna jasielska Powiatowa Rada Narodowa.
14 sierpnia 1942 roku w lesie „Dąbry” w Rzepienniku Strzyżewskim rozstrzelano rodziny Żydów przywiezione z getta w Bobowej i Bieczu, w tym 8 Żydów pochodzących z miejscowości Bączal Górny. Byli to członkowie rodzin Lista Jankiela (4 osoby) i Randa Natana (4 osoby).
Pomimo ubóstwa i ciężkich warunków lokalowych po bestialskim wysiedleniu mieszkańców Jasła zgodnie z wydanym rozkazem ówczesnego starosty jasielskiego Waltera Gentza z 13 września 1944 znaczna część ludności miasta otrzymała schronienie w domostwach chłopskich rodzin w Bączalu Górnym. Akcji humanitarnej przewodził ks. Florian Zając.
W okresie PRL w latach 1954-1961 Bączal Górny należał wraz z Opaciem i Bączalem Dolnym do gromady Bączal Dolny, a po zniesieniu tejże gromady 31 grudnia 1961 do gromady w Skołyszynie.
Od 2008 r. przez miejscowość przebiega trasa górskiego maratonu rowerowego – Cyklokarpaty oraz odbywającego się od 2011 Biegu Pamięci senatora Stanisława Zająca – ofiary katastrofy smoleńskiej z 10 kwietnia 2010.

## Zabytki i atrakcje turystyczne
- drewniane domy i zabudowania gospodarcze z końca XIX i początku XX wieku,
- krzyże, głównie z czasów II wojny światowej i partyzanckie z okresu powojennego,
- cmentarz wojenny nr 28 (przy granicy z Jabłonicą)
- przedwojenna sikawka konna przy remizie OSP – zabytek dawnej inżynierii pożarniczej[11],
- postindustrialne ruiny starej cegielni (bezpośrednio przy granicy obrębu z Bączalem Górnym),
- przydrożne, zabytkowe kapliczki (XVIII-XX w.),
- kamienna figura Matki Bożej Niepokalanie Poczętej z tablica fundacyjną z 1926 roku,
- grupa trzech stawów, obok torfowiska wysokie (na przysiółku Dutkowice),
- lasy jodłowe i mieszane, a w nich grzyby oraz rośliny objęte ochroną,
- kilka starych, pomnikowych okazów drzew liczących od 100 do 200 lat, w tym: klon pospolity (o pierśnicy 250 cm), jesion wyniosły (pierśnica: 245 cm), wierzba krucha (pierśnica: 230 cm), kasztanowiec biały i 3 grusze pospolite (dwie ponad 200 cm w pierśnicy, najpotężniejsza 220 cm),
- malownicze krajobrazy Pogórza Ciężkowickiego i Beskidu Niskiego, w pogodne dni widok na Tatry Wysokie,

## Parafia św. Mikołaja i Imienia Maryi
Bączal Górny przynależy do parafii św. Mikołaja i Imienia Maryi w Bączalu Dolnym, erygowanej najpóźniej w 1348 roku. Od końca XVIII do połowy XIX wieku kościół parafialny św. Mikołaja wraz z miejscową plebanią znajdowały się na ziemiach należących do Bączala Górnego. Możliwe to było ze względu na zawiłości związane z historycznym rozgraniczeniem obu miejscowości.

## Straż pożarna
W Bączalu Górnym czynnie działa Ochotnicza Straż Pożarna, założona w 1950 roku. W roku 1970 rozpoczęto budowę Domu Strażaka wraz z Klubem Rolnika który mieścił się na piętrze. Obiekt oddano do użytku w roku 1974, został poddany modernizacji w 1992 roku. W roku 2002 jednostce nadano sztandar. Przed remizą strażacką znajduje się zabytkowa sikawka konna – cenny eksponat historii pożarnictwa w regionie oraz figura św. Floriana – patrona strażaków, zakupiona ze składek lokalnej ludności i poświęcona w 2000 roku, w 50. rocznicę założenia jednostki.

## Winnice
Tereny powiatu jasielskiego, zwłaszcza jego północna i zachodnia część, obfitują w nowo powstałe, zakładane po 2000 roku winnice. Pierwszą założoną winnicą nad Wisłoką jest powstała w 1982 roku winnica Golesz. Na terenie Bączala Górnego zlokalizowana jest ponad 2-hektarowa winnica „Dwie Granice”, z nasadzeniami winorośli odmian: Léon millot i lokalnej – Jutrzenka. Tutejsze ziemie są idealne do uprawy winorośli, lekka ziemia, odpowiednie nachylenie stoków.
W sąsiednim Bączalu Dolnym na jednym ze wzgórz niedaleko granicy z Bączalem Górnym zlokalizowana jest kolejna winnica nosząca nazwę Nad Doliną.

## Lasy
Ponad 20% powierzchni Bączala Górnego pokryte jest lasami i zbiorowiskami zadrzewień (głównie zachodnie krańce miejscowości, przy granicy z Lisowem i Jabłonicą), które są wyśmienitym siedliskiem do życia wielu gatunków rzadkich zwierząt i wzrostu roślin objętych prawną ochroną. Przeważnie są to lasy jodłowe z domieszką świerka, mieszane oraz buczyna karpacka i podlegają nadzorowi Leśnictwa Lisów, przynależącego bezpośrednio do Nadleśnictwa Kołaczyce.

## Osoby związane z Bączalem Górnym
- Jan Bąbaś – ekonomista, działacz PZPR, w latach 1985–1989 I sekretarz KD Kraków – Nowa Huta,
- Seweryn Bączalski – polski szlachcic, poeta i publicysta polityczny, żył w XVII wieku,
- Marian Cichoń – profesor dr hab. nauk ekonomicznych, wykładowca uniwersytecki w Krakowie,
- Antoni Duchnowski – polski duchowny katolicki, kanonik inflancki,
- Jan Gamrat – rycerz, vicesgerent i wojewoda mazowiecki, senator I Rzeczypospolitej, sołtys Bączala,
- Stanisław Kołodziej – Sługa Boży Kościoła katolickiego, więzień KL Auschwitz i Dachau, męczennik za wiarę,
- Zygmunt Rozwadowski – wybitny malarz, scenograf, żołnierz legionów polskich, współtwórca Panoramy Racławickiej,
- Bronisław Stoj – inżynier mechanik, racjonalizator produkcji, odznaczony licznymi medalami i nagrodami,
- Henryk Stroka – powstaniec styczniowy, poeta, założyciel i profesor seminarium nauczycielskiego,
- Wincenty Stroka – profesor gimnazjalny w Krakowie, tłumacz, poeta i poliglota,
- Bronisław Syzdek – doktor historii, działacz PZPR, kierownik Centralnego Archiwum KC PZPR,
- Ludwik Wypasek – polski duchowny katolicki, Michalita, misjonarz.

## Infrastruktura i komunikacja
Przez miejscowość przebiegają drogi powiatowe:
- nr 1829R (Jareniówka-Jabłonica) – o łącznej długości 12,2 km, z czego w granicach sołectwa 1,8 km,
- nr 1830R (Lipnica Górna-Skołyszyn do DK 28) – o łącznej długości 4,7 km, z czego w granicach sołectwa 2,4 km,
- nr 1832R (Bączal-Skołyszyn do DK 28) – o łącznej długości 4 km, z czego w granicach sołectwa 1,6 km[16],

a także kilka dróg gminnych o utwardzonej nawierzchni bitumicznej oraz drogi dojazdowe, w tym szutrowe.
Na terenie sołectwa umiejscowione są trzy przystanki liniowe Zakładu Miejskiej Komunikacji Samochodowej w Jaśle, na których zatrzymują się autobusy zarówno MKS Jasło, PKS Jasło, jak i busy prywatnych przewoźników: Er-Bus i Hesta.

## Historyczna przynależność administracyjna
Po II wojnie światowej miejscowość należała administracyjnie do woj. krakowskiego (1945), rzeszowskiego – powiat jasielski (1945–1974), krośnieńskiego (1975–1998) i aktualnie (od 1998) do woj. podkarpackiego – powiat jasielski.

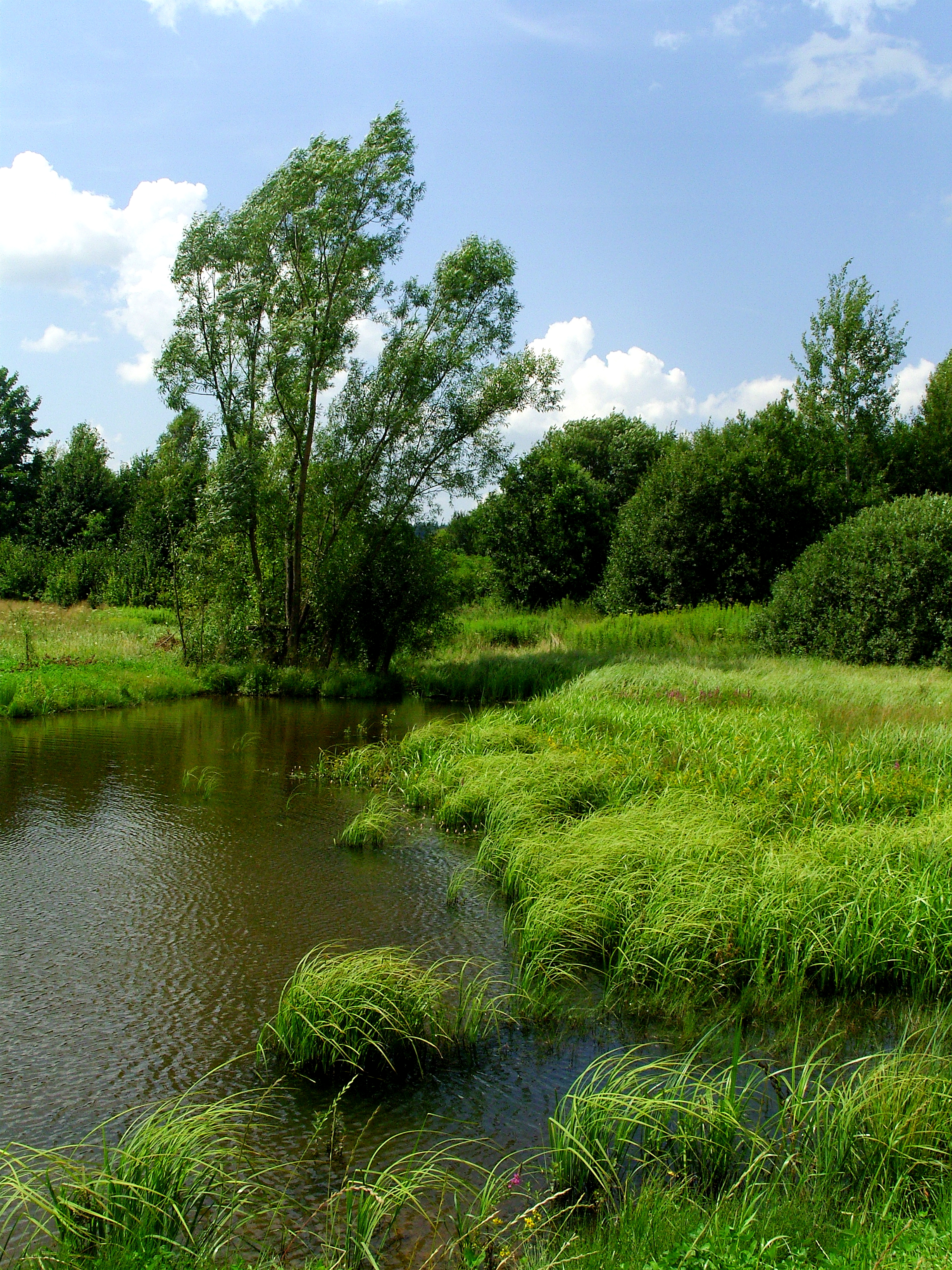
Stawy i torfowiska w Bączalu Górnym
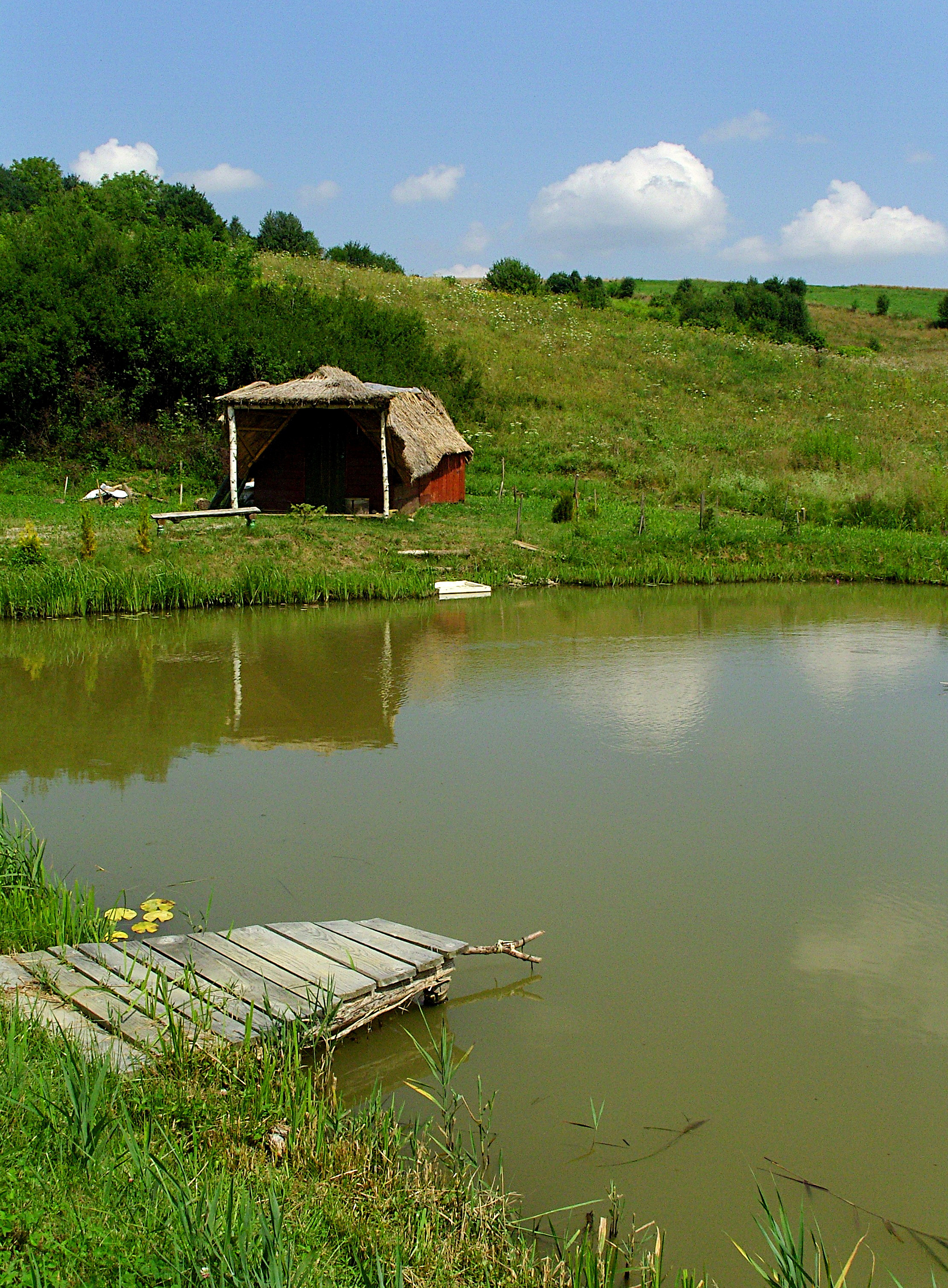
Kompleks stawów rekreacyjnych
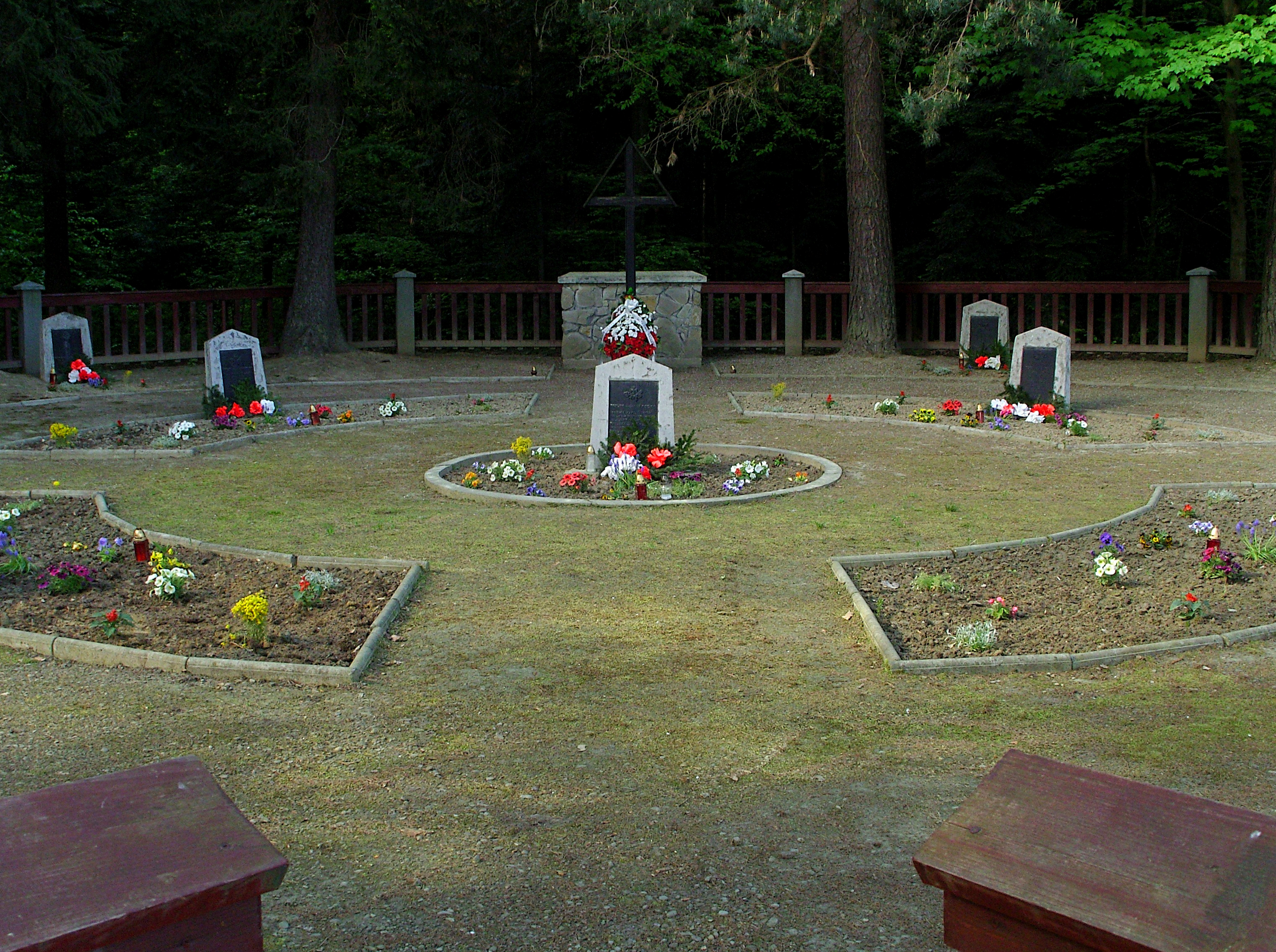
Cmentarz wojenny nr 28 przy granicy obrębu z Jabłonicą (z 1915 r.)
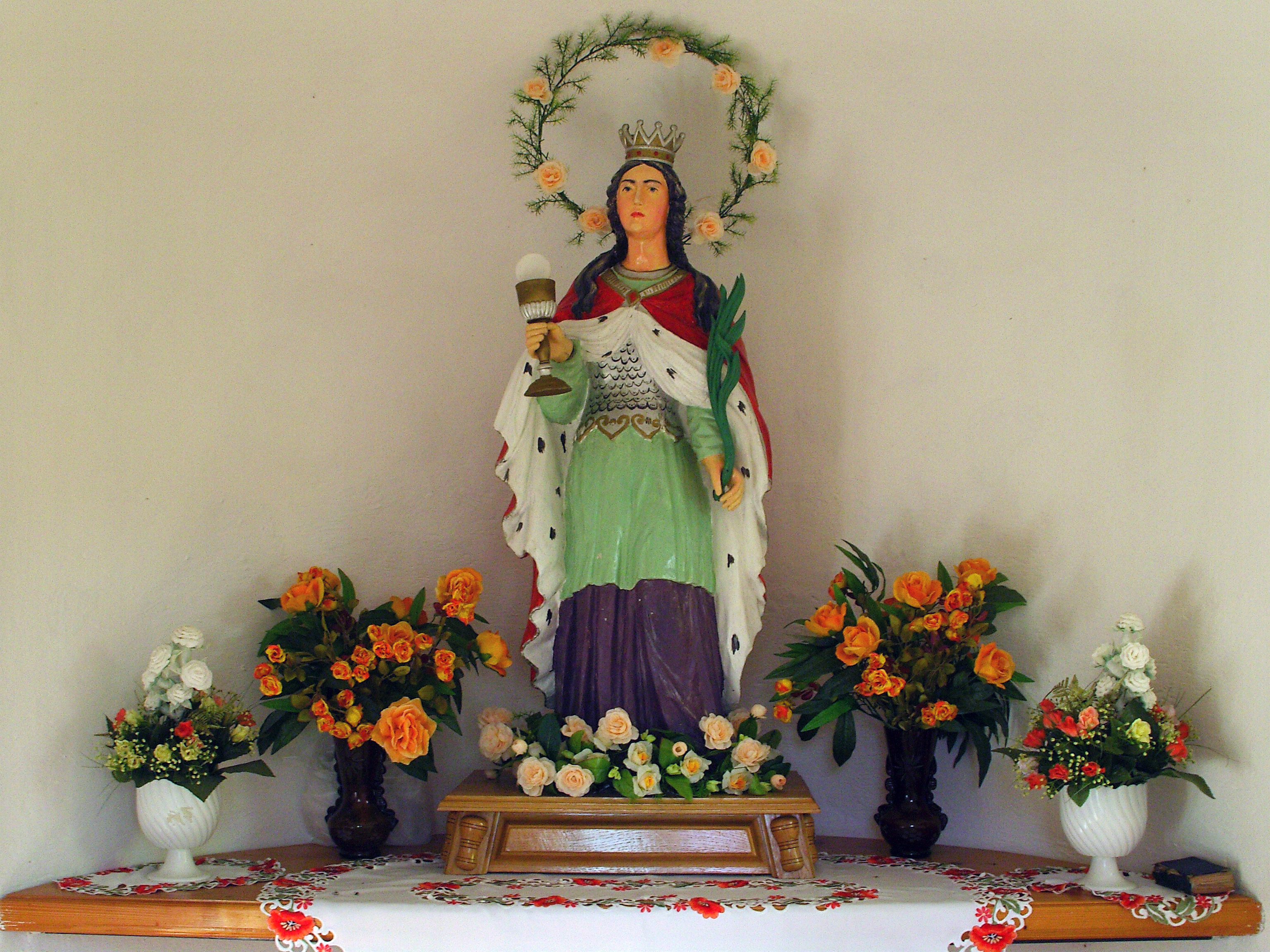
Kapliczka św. Barbary z lat 1800-1825
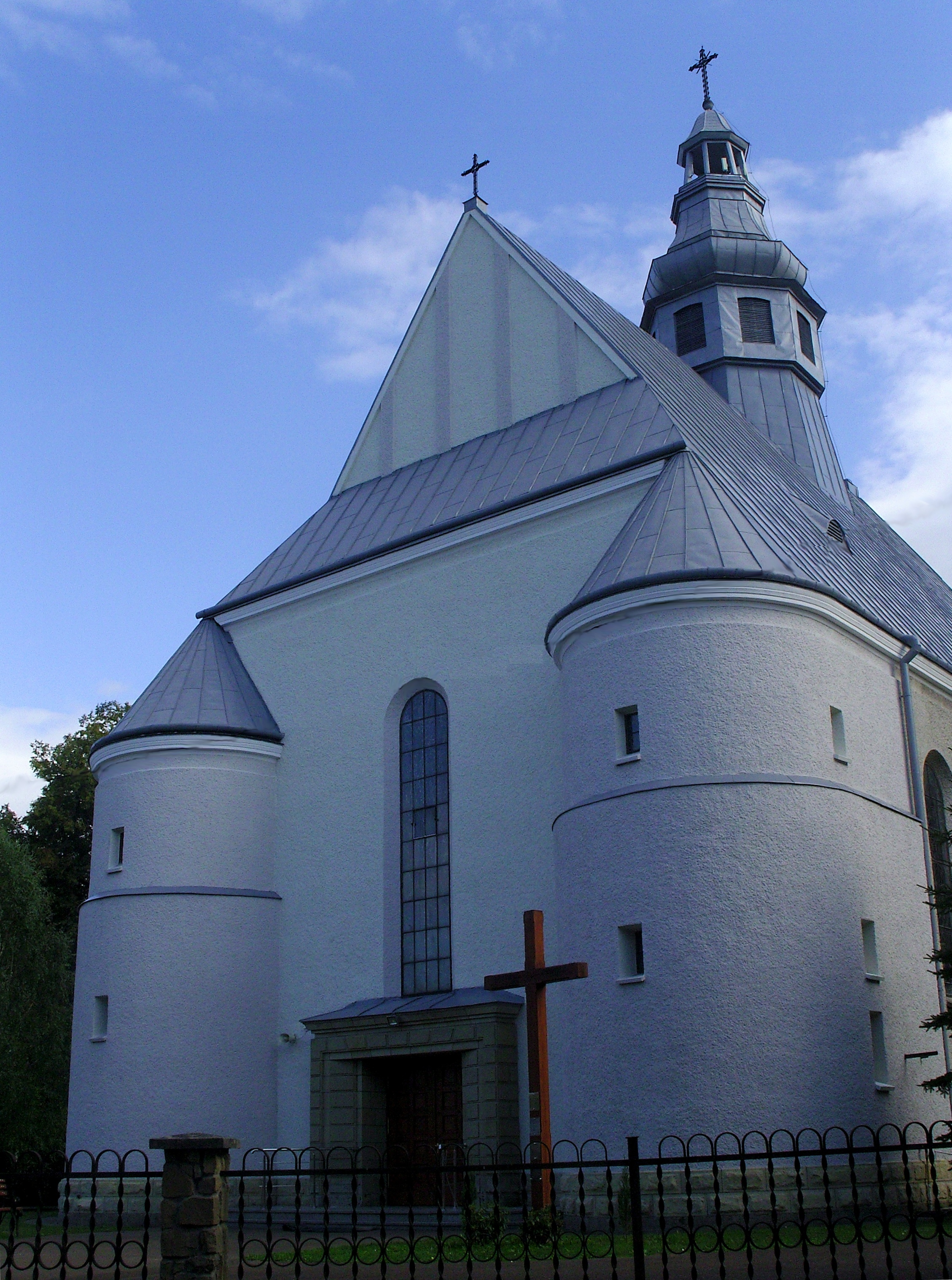
Kościół parafialny Imienia Maryi
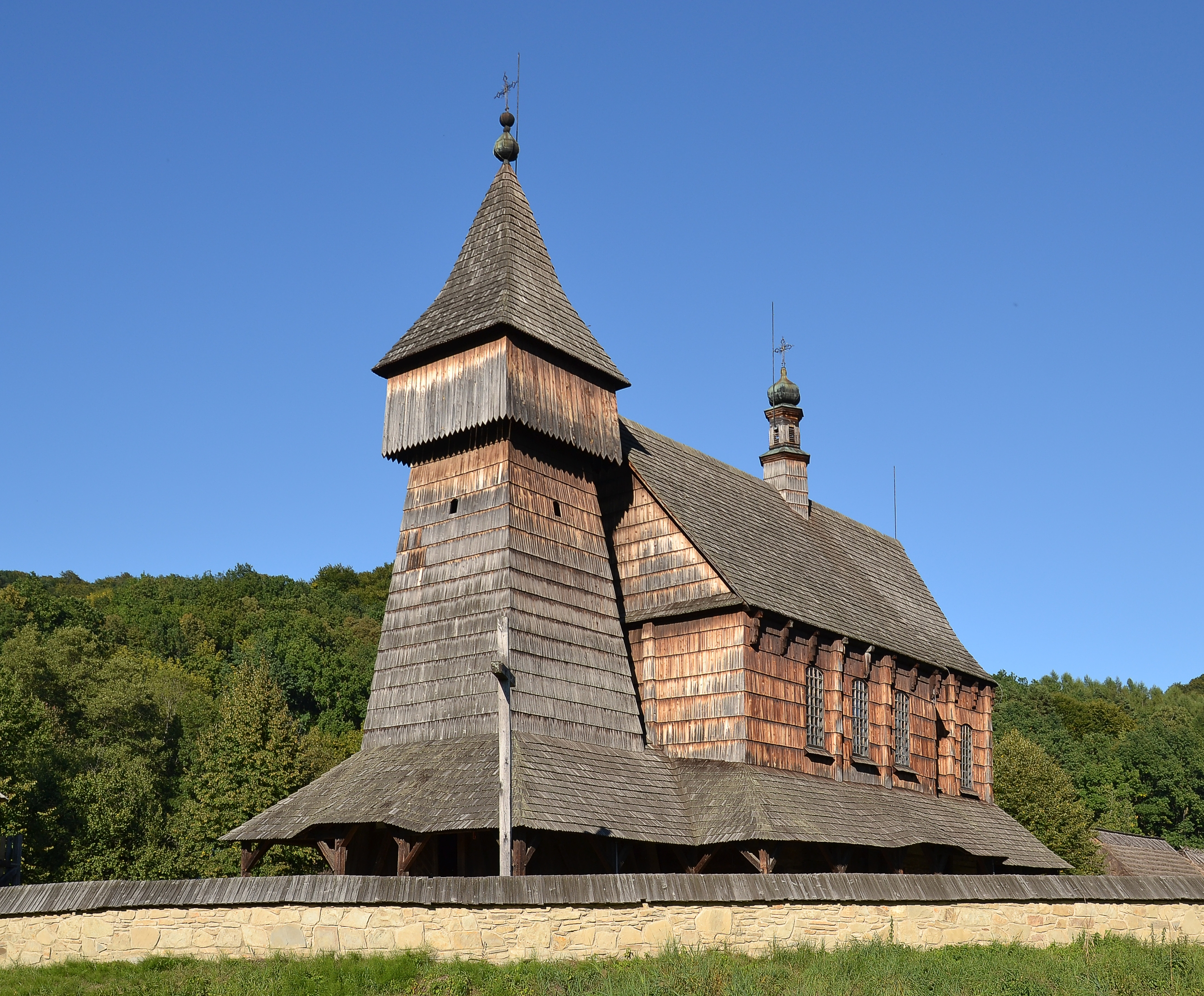
Kościół św. Mikołaja, w 1880 stał na terenie Bączala Górnego. Obecnie eksponat MBL w Sanoku
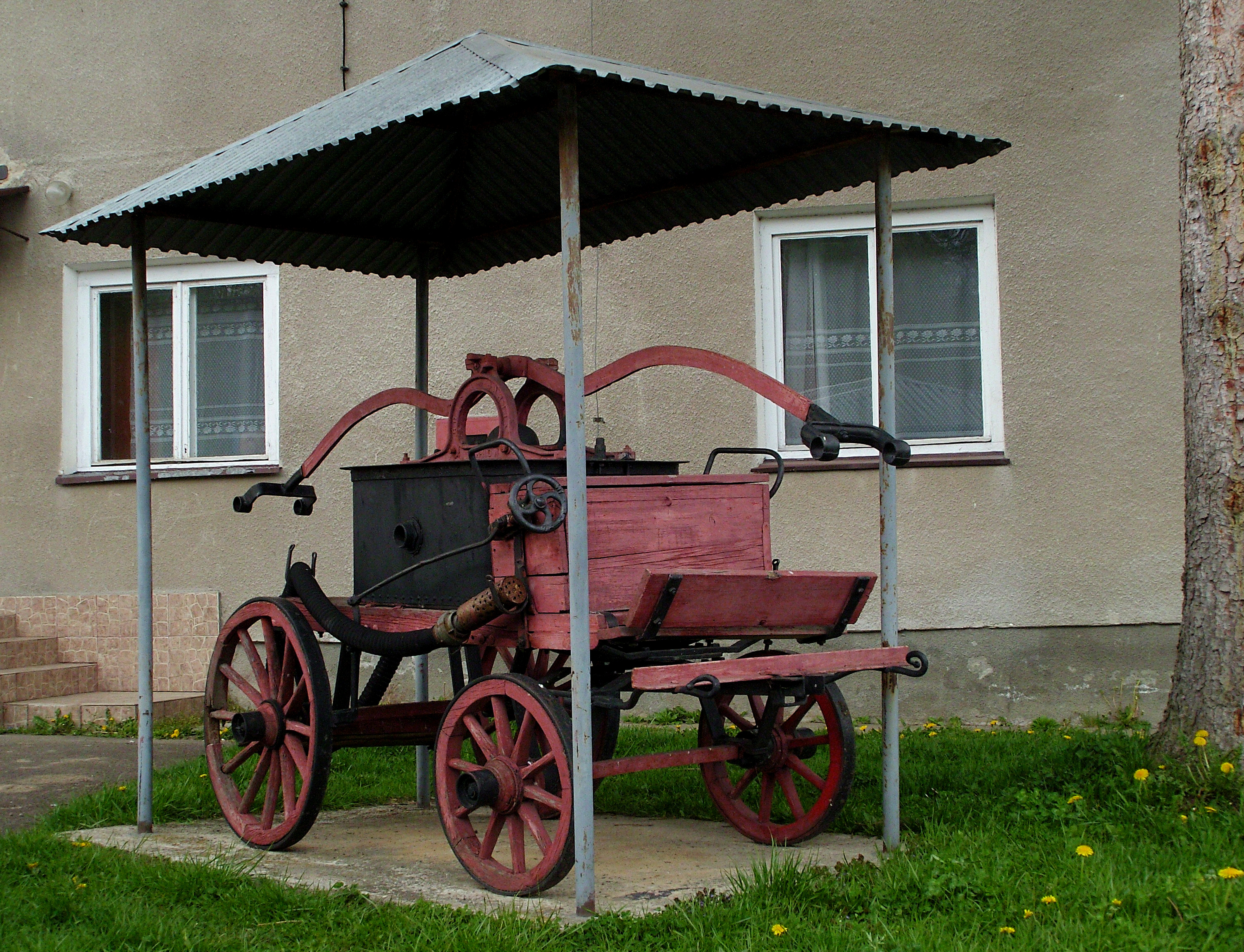
Zabytkowa konna sikawka strażacka
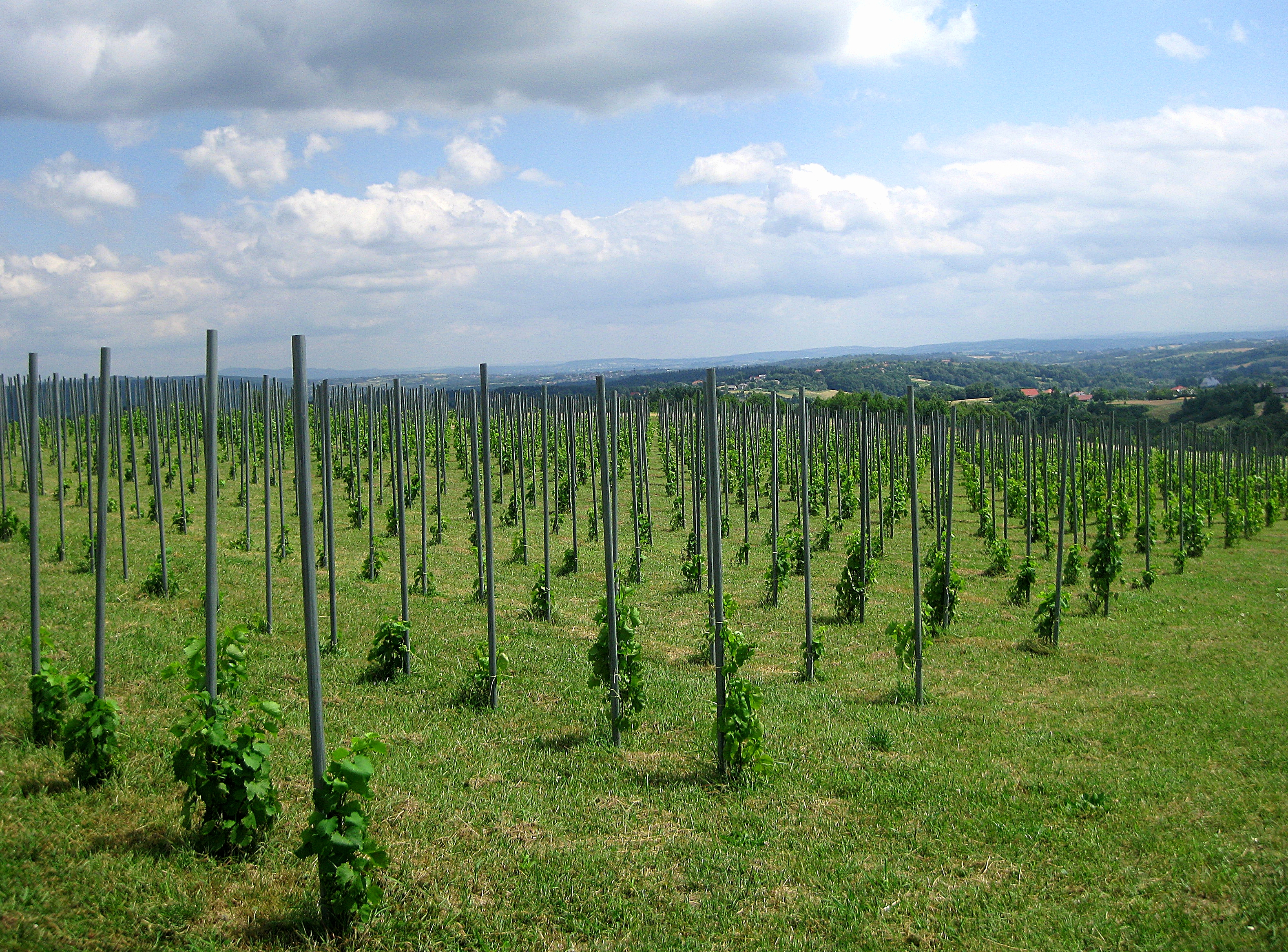
Winnica Dwie Granice na obszarze miejscowości Bączal Górny
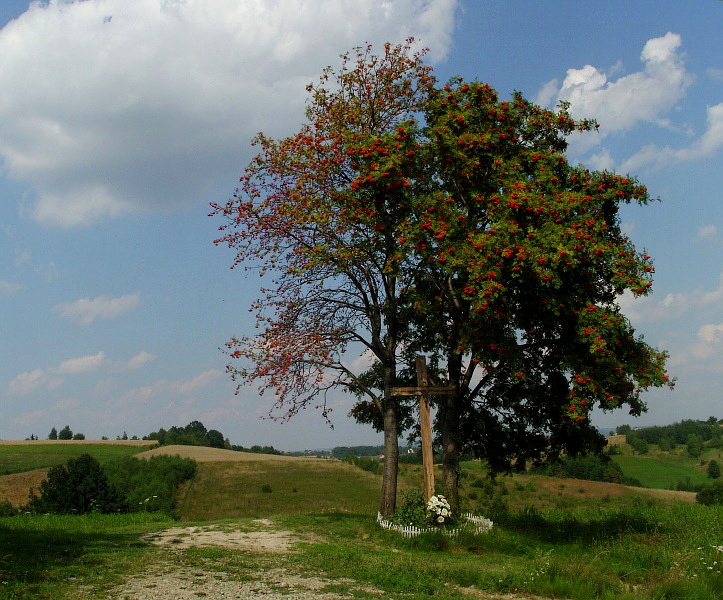
Krzyż przydrożny z II wojny światowej (przysiółek Dutkowice)
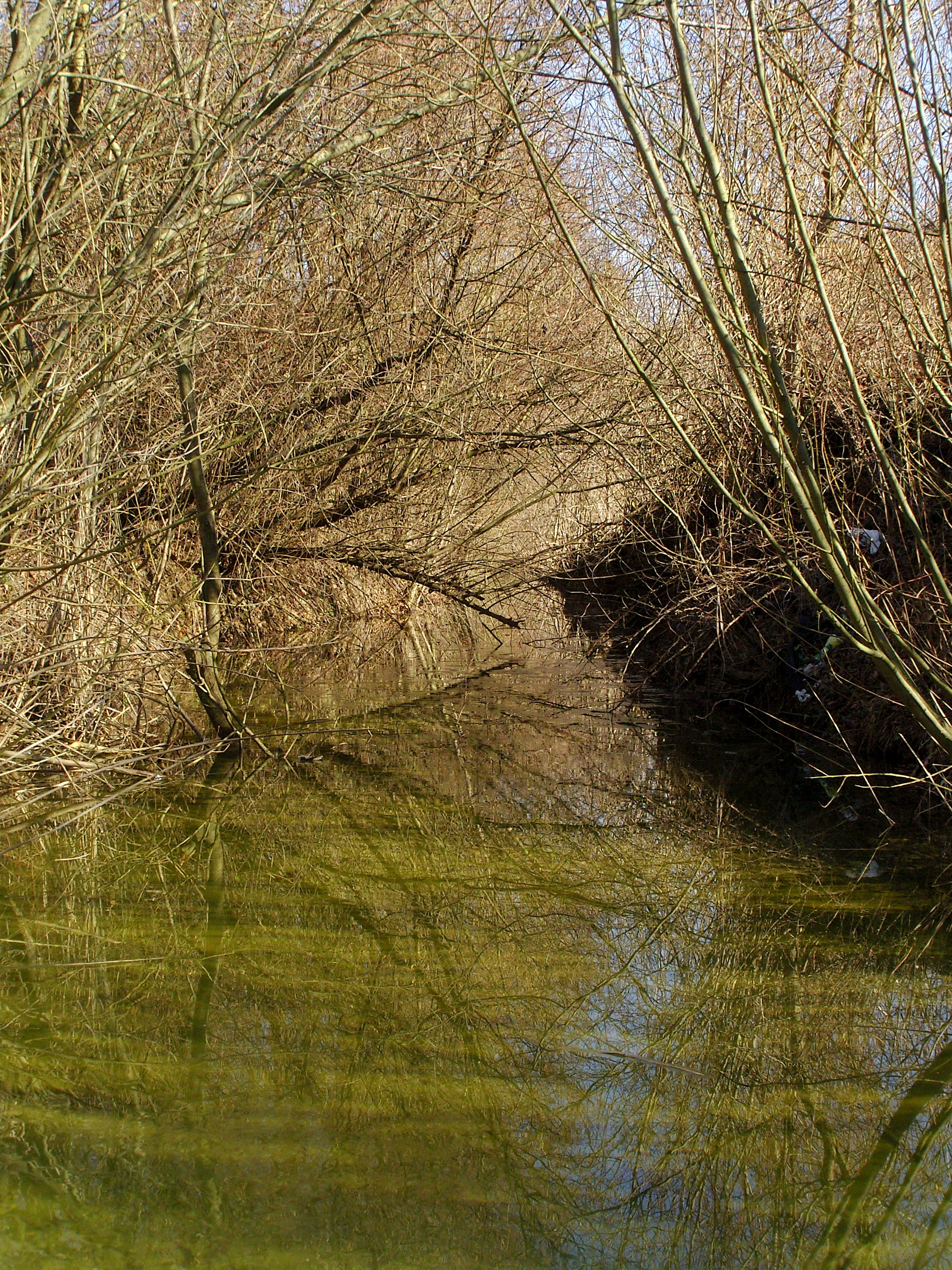
Potok Młynówka – dopływ Ropy
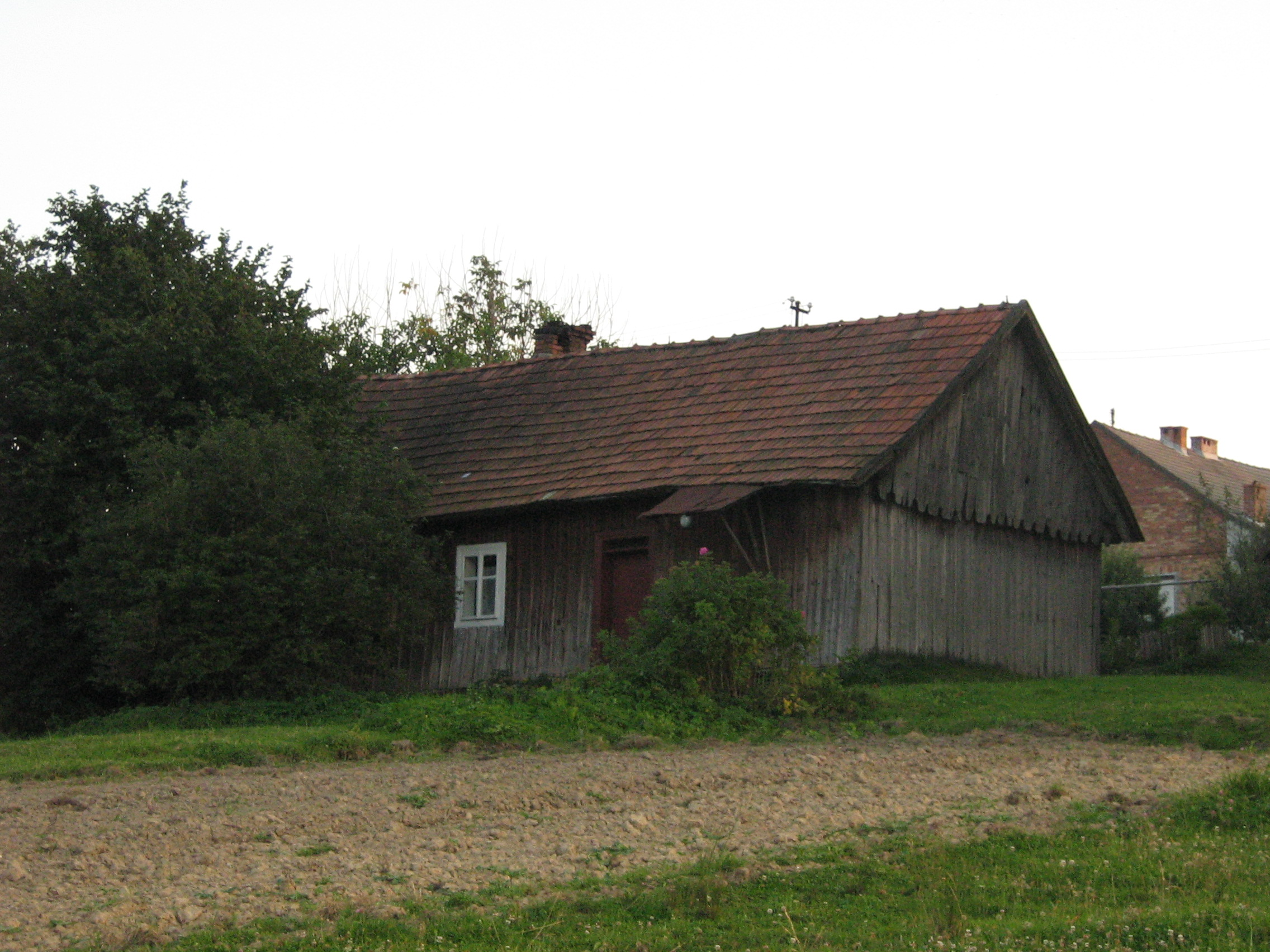
Dom z pocz.X w. – typowy przykład drewnianego budownictwa mieszkalnego
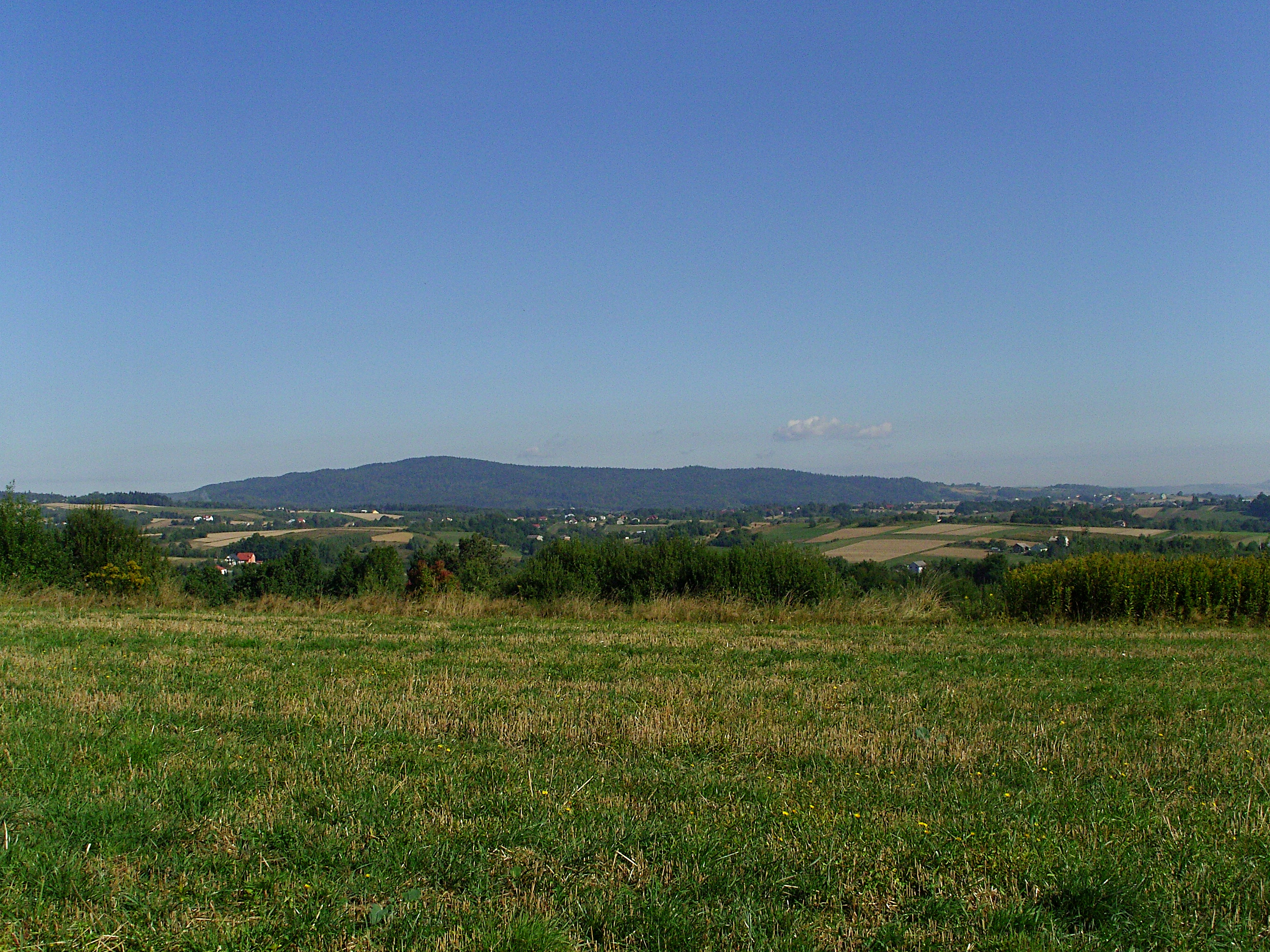
Panorama Bączala Górnego i Liwocza